# Fabio Triboli
Fabio Triboli (ur. 17 maja 1966 w Lecco, Włochy) – włoski niepełnosprawny kolarz. Mistrz paraolimpijski z Pekinu w 2008 roku.

## Medale Igrzysk Paraolimpijskich

### 2008
- - Kolarstwo - wyścig uliczny - LC 1–2/CP 4
- - Kolarstwo - trial na czas - LC 1
- - Kolarstwo - bieg pościgowy indywidualnie - LC 1

### 2004
- - Kolarstwo - wyścig uliczny/trial na czas - LC 1
- - Kolarstwo - bieg pościgowy indywidualnie - LC 1